# Patrick Cronie
Patrick Cronie (5 november 1989) is een Nederlandse atleet, gespecialiseerd in kogelstoten. Sinds 2019 komt hij uit voor de Vughtse atletiekvereniging Prins Hendrik. Daarvóór was hij lid van het Amsterdamse AAC. Cronie heeft een achttal Nederlandse titels op zijn naam staan.

## Nederlandse kampioenschappen
Outdoor
| Onderdeel   | Jaar                   |
| ----------- | ---------------------- |
| kogelstoten | 2014, 2016, 2017, 2018 |

Indoor
| Onderdeel   | Jaar                         |
| ----------- | ---------------------------- |
| kogelstoten | 2014, 2017, 2018, 2019, 2024 |

## Persoonlijke records
Outdoor
| Discipline   | Prestatie | Datum        | Plaats         |
| ------------ | --------- | ------------ | -------------- |
| kogelstoten  | 19,80 m   | 21 juli 2018 | Heusden-Zolder |
| discuswerpen | 52,57 m   | 14 juli 2012 | Donnas         |

Indoor
| Discipline  | Prestatie | Datum           | Plaats    |
| ----------- | --------- | --------------- | --------- |
| kogelstoten | 19,80 m   | 26 januari 2019 | Apeldoorn |

## Palmares

### kogelstoten
- 2010:  NK indoor – 17,29 m
- 2010:  NK – 17,69 m
- 2011:  NK indoor – 17,77 m
- 2011:  NK – 18,06 m
- 2012:  NK indoor – 18,18 m
- 2012:  NK – 18,00 m
- 2013:  NK indoor – 18,00 m
- 2013:  NK – 18,73 m
- 2014:  NK indoor – 18,59 m
- 2014:  Ter Specke Bokaal te Lisse – 18,35 m
- 2014:  Gouden Spike – 19,14 m
- 2014:  NK – 18,66 m
- 2015:  NK indoor – 18,86 m
- 2015:  Ter Specke Bokaal – 18,77 m
- 2015:  Gouden Spike – 18,84 m
- 2015:  NK – 18,66 m
- 2016:  Ter Specke Bokaal – 19,37 m
- 2016:  Gouden Spike – 19,26 m
- 2016:  NK – 18,60 m
- 2017:  NK indoor – 19,24 m
- 2017:  Gouden Spike – 18,40 m
- 2017:  NK – 18,94 m
- 2018:  NK indoor – 18,70 m
- 2018:  Ter Specke Bokaal – 18,78 m
- 2018:  Gouden Spike – 19,51 m
- 2018:  NK – 19,01 m
- 2019:  NK indoor – 19,19 m
- 2019:  NK – 19,58 m
- 2020:  NK indoor – 18,71 m
- 2023:  NK – 18,30 m
- 2024:  NK indoor – 17,37 m

### discuswerpen
- 2009:  NK – 50,53 m